# 塞浦路斯图书馆
塞浦路斯图书馆 (Κυπριακή Βιβλιοθήκη) ，为塞浦路斯的国家图书馆。
1927年，当时的英国殖民总督Ronald Storrs创建了塞浦路斯公共图书馆。1968年，依照塞浦路斯公共图书馆法，图书馆移交教育与文化部。